# Eusirogenes deflexifrons
Eusirogenes deflexifrons är en kräftdjursart som beskrevs av Robert Alan Shoemaker 1930. Eusirogenes deflexifrons ingår i släktet Eusirogenes och familjen Eusiridae. Inga underarter finns listade i Catalogue of Life.